# Max Mutzke
Maximilian Nepomuk Mutzke (ur. 21 maja 1981 w Krenkingen w Badenii-Wirtembergii) – niemiecki piosenkarz, kompozytor i perkusista.
Były członek funkowego zespołu Project Five. Od 2004 artysta solowy, wydał sześć albumów studyjnych: Max Mutzke (2005), ...aus dem Bauch (2008), Black Forest (2008), Home Work Soul (2010), Durch Einander (2012) i Max (2015), a także pięć epek: Mein Automobil (2007), Denn es bist du (2007), Marie (2008), New Day (2009) i Let It Happen (2010), oraz dwa albumy koncertowe: Live (2013) i Experience (Live) (2016). Z debiutanckim albumem dotarł do pierwszego miejsca listy najchętniej kupowanych płyt w Niemczech.
Zwycięzca programów Stefan sucht den Super-Grad-Prix-Star (2004) i Germany, 12 Points! (2004). Reprezentant Niemiec z utworem „Can’t Wait Until Tonight” w 49. Konkursie Piosenki Eurowizji (2004). Wystąpił jako gość muzyczny na festiwalu piwa Opladener Bierbörse 2005. Zdobywca Złotego Kamertonu 2005. Uczestnik Konkursu Piosenki Bundeswizji (2014). Zwycięzca pierwszej programu niemieckiej edycji programu rozrywkowego The Masked Singer (2019).

## Dyskografia
Albumy studyjne
- Max Mutzke (2005)
- Max Mutzke...aus dem Bauch (2007)
- Black Forest (2008)
- Home Work Soul (2010)
- Durch ein Ander (2012)
- Max (2015)

Albumy koncertowe
- Live (z monoPunk; 2013)
- Experience (Live) (2016)

Minialbumy (EP)
- Mein Automobil (2007)
- Denn es bist du (2007)
- Marie (2008)
- New Day (2009)
- Let It Happen (Deluxe Bundle) (2010)